# 聽我的電波吧
《聽我的電波吧》为日本漫畫家沙村廣明所創作的青年漫畫作品。在《月刊Afternoon》2014年9月號開始連載。
2020年4月至6月播放全12集電視動畫。2023年4月至6月播放電視劇。

## 劇情大綱
在咖哩店打工的美奈玲被前男友騙了50萬元，她藉酒消愁後，醉話被藻岩山廣播電台（MRS）的製作人麻藤錄下，並在隔日的廣播節目中播出，引起不小的迴響，成為美奈玲踏入廣播業的契機。美奈玲在MRS獲得了一個在半夜三點播出的節目《聽我的電波吧》，節目設定成情境劇，情節是「將美奈玲塑造為電台主持人」，因為節目風格非常奔放，受到廣大好評。在主持了幾集節目後，美奈玲、瑞穂一同到和寒町，協助久連木進行小說取材，期間受到邪教團體「波之智慧派」軟禁，威脅他們按照要求製作並播出節目，後來美奈玲發現對方的目的是利用廣播施放聲波武器，於是三人在廣播中暗藏求救訊息，並在事後獲救，重回MRS工作。

## 登場人物

### 藻岩山廣播電台（MRS）
位於札幌的廣播電台，JAPAN FM LEAGUE成員，於北海道內播送。
鼓田美奈玲（／），聲優：杉山里穗
主角，25歲，也是VOYAGER的員工。個性爽朗、話癆。
麻藤兼嗣（／），聲優：藤真秀
MRS製作部導演。
南波瑞穂（／），聲優：石見舞菜香
MRS製作部助理導演，個性細心且一絲不苟，家中飼養了3頭烏龜。因為仰慕久連木，就算被勸告廣播業正在沒落後依然堅持入職。
久連木克三（／），聲優：山路和弘
MRS的腳本作家，也兼職寫實體和網絡色情小說，高齡未婚亦沒有多餘積蓄，對廣播業前景感悲觀。
茅代圓（ ちしろ まどか），聲優：大原沙耶香
MRS的當紅節目「September Blue Moon」主持人。雖然認同美奈玲的人格有趣，但對其外行的廣播表現抱有敵意。試圖力保被公司邊緣化的久連木。
甲本龍丞（／），聲優：石川界人
MRS製作部的混音師，暗戀南波。
加工猿、加工豚（／），聲優：田中正彥、龍田直樹
MRS的2人組資深音效師。本名不明，諢號諧音夏侯淵、夏侯惇。音效界的聞人。在大阪廣播局退休前，接受麻藤挖角。因技術過時，大量音效工作外包，在局內無所事事。

### VOYAGER
位於薄野的湯咖哩店。
中原忠也（／），聲優：矢野正明
VOYAGER的廚師，美奈玲的後輩，對美奈玲有好感。表白失敗後答應美奈玲提出要在30歲前自立門戶的條件。
城華蒔繪（／），聲優：能登麻美子
VOYAGER的員工，大學生。她的哥哥和寶田嘉樹發生交通事故，因此暫時到店裡協助，試圖以此補償和自立。
寶田嘉樹（／），聲優：島田敏
VOYAGER店長，男同性戀，會對感興趣的男性毛手毛腳。

### 其他
須賀光雄（／），聲優：浪川大輔
美奈玲的前男友，謊稱自己家裡工廠倒閉，向美奈玲借了50萬元後下落不明
沖進次（／），聲優：內山昂輝
美奈玲的鄰居，住在公寓一樓，患有中二病。多次因為美奈玲之故惹上了麻煩。
城華亨（／），聲優：伊藤健太郎
城華蒔繪的哥哥，雙親去世後一手撫養妹妹。對蒔繪過度保護，甚至不允許她獨自外出，連大學課程都只能用收音機遠程上課。後來看到蒔繪在VOYAGER工作後自立的一面而開始改變想法。

## 出版書籍
| 冊數 | 講談社         | 講談社                 | 東立出版社     | 東立出版社             |
| 冊數 | 發售日期       | ISBN                   | 發售日期       | ISBN                   |
| ---- | -------------- | ---------------------- | -------------- | ---------------------- |
| 1    | 2015年5月22日  | ISBN 978-4-06-388058-8 | 2016年3月24日  | ISBN 978-986-462-853-7 |
| 2    | 2016年2月23日  | ISBN 978-4-06-388125-7 | 2016年12月12日 | ISBN 978-986-462-854-4 |
| 3    | 2016年11月22日 | ISBN 978-4-06-388214-8 | 2017年7月14日  | ISBN 978-986-482-333-8 |
| 4    | 2017年9月22日  | ISBN 978-4-06-388288-9 | 2018年9月3日   | ISBN 978-986-486-897-1 |
| 5    | 2018年7月23日  | ISBN 978-4-06-511983-9 | 2020年4月9日   | ISBN 978-957-26-3148-5 |
| 6    | 2019年3月22日  | ISBN 978-4-06-514837-2 | 2020年5月18日  | ISBN 978-957-26-3149-2 |
| 7    | 2019年12月23日 | ISBN 978-4-06-517924-6 | 2020年10月26日 | ISBN 978-957-26-4856-8 |
| 8    | 2020年10月23日 | ISBN 978-4-06-521107-6 | 2021年4月29日  | ISBN 978-957-26-5980-9 |
| 9    | 2022年1月21日  | ISBN 978-4-06-526548-2 | 2023年10月3日  | ISBN 978-957-26-8689-8 |
| 10   | 2023年4月21日  | ISBN 978-4-06-531373-2 |                |                        |
| 11   | 2024年4月23日  | ISBN 978-4-06-535140-6 |                |                        |
| 12   | 2025年6月23日  | ISBN 978-4-06-539611-7 |                |                        |

## 電視動畫
2019年10月8日，宣布本作電視動畫化。

### 製作人員
- 原作：沙村廣明
- 監督：南川達馬
- 系列構成：米村正二
- 人物設計：横田拓己
- 美術監督：坂上裕文
- 色彩設計：野地弘納
- 攝影監督：小池真由子
- 編集：木村祥明
- 音樂：岩崎元是
- 音響監督：高橋剛
- 動畫製作：日昇動畫

### 主題曲
片頭曲「aranami」
主唱：tacica，作詞、作曲：猪狩翔一，編曲：tacica、野村陽一郎。
片尾曲「Pride」
主唱：遥海，作詞：TomoLow、Yui Mugino，作曲：TomoLow。

### 各話列表
| 話數   | 日文標題 | 中文標題         | 腳本     | 分鏡       | 演出       | 作畫監督                                                                         | 播放日期      |
| ------ | -------- | ---------------- | -------- | ---------- | ---------- | -------------------------------------------------------------------------------- | ------------- |
| 第1話  |          |                  | 米村正二 | 南川達馬   | 南川達馬   | 富吉幸希、市原圭子                                                               | 2020年 4月4日 |
| 第2話  |          | 我恨他們         | 米村正二 | 河原龍太   | 河原龍太   | 吉田雄一、久松沙紀                                                               | 4月11日       |
| 第3話  |          | 你們太鬆懈了     | 米村正二 | 岡田堅二朗 | 小谷野龍成 | 石原满、山岡信一                                                                 | 4月18日       |
| 第4話  |          | 你不會笑         | 米村正二 | 南川達馬   | 長友孝和   | 神谷美也子、徳永龍志、山内尚樹                                                   | 4月25日       |
| 第5話  |          | 不讓你活著回去   | 米村正二 | 島崎奈奈子 | 島崎奈奈子 | 岡崎洋美、志賀道憲、吉山隆士                                                     | 5月2日        |
| 第6話  |          | 那種東西才不存在 | 米村正二 | 河村智之   | 河村智之   | 富吉幸希、吉川雄一                                                               | 5月9日        |
| 第7話  |          | 我想哭           | 米村正二 | 大橋誉志光 | 阿部雅司   | 新井達也、山根理宏、野口征恒                                                     | 5月16日       |
| 第8話  |          | 電話裡不能說     | 米村正二 | 河原龍太   | 河原龍太   | 久松沙紀、吉田雄一                                                               | 5月23日       |
| 第9話  |          | 我不相信你       | 米村正二 | 長友孝和   | 長友孝和   | 神谷美也子、吉山隆士                                                             | 5月30日       |
| 第10話 |          | 這事我不得不做   | 米村正二 | 島崎奈奈子 | 島崎奈奈子 | 岡崎洋美、粕川、清水文乃 高橋、德永龍志                                          | 6月6日        |
| 第11話 |          | 厭氧生物無所畏懼 | 米村正二 | 長友孝和   | 小谷野龍成 | 石原滿、山岡信一                                                                 | 6月13日       |
| 第12話 |          | 想要傳達給你     | 米村正二 | 南川达马   | 南川达马   | 冈﨑洋美、粕川、神谷美也子 高桥、德永龙志、富吉幸希 久松沙纪、吉田雄一、吉山隆士 | 6月20日       |

### 藍光版
| 卷數 | 發售日期      | 收錄話數      | 規格編號  |
| ---- | ------------- | ------------- | --------- |
| 上卷 | 2020年7月29日 | 第1話－第6話  | DMPXA-114 |
| 下卷 | 2020年9月30日 | 第7話－第12話 | DMPXA-116 |

## 電視劇
《聽我的電波吧》是朝日電視台於2023年4月21日至6月9日播出的週五晚間連續劇，由小芝風花主演。
臺灣OTT由KKTV、friDay影音於2023年4月22日起、MyVideo於2023年4月23日起跟播。
有線電視頻道方面，則由緯來日本台於2023年7月31日至8月9日期間，於每週一至週五22：00播出。

### 演員列表

#### 主要人物
- 鼓田美奈玲：小芝風花[4]

#### MRS（円山電台）
- 麻藤兼嗣：北村一輝[5]
- 南波瑞穗：原菜乃華[5]
- 箱坂富美：井頭愛海[6]
- 久連木克三：小市慢太郎[7]
- 茅代圓：平野綾[7]

#### VOYAGER
- 中原忠也：片寄涼太（GENERATIONS from EXILE TRIBE）[5]
- 城華蒔繪：中村由利佳[7]
- 宝田嘉樹：西村瑞樹[7]
- 久古蘭：中川知香[6]
- 城華亨：庄野崎謙

### 製作團隊
- 原作：沙村廣明《聽我的電波吧》（講談社《月刊Afternoon》連載）
- 編劇：古家和尚
- 配樂：林友樹、
- 主題曲：通心粉鉛筆（TOY'S FACTORY）[8]
- 導演：住田崇、片山修、植田尚
- 監製：内山聖子（朝日電視台）
- 製作人：高崎壮太（朝日電視台）、神通勉（MMJ）
- 制作：朝日電視台、MMJ

### 播出日程
| 集數                                                       | 播出日期 | 標題 | 導演   | 收視率 |
| ---------------------------------------------------------- | -------- | ---- | ------ | ------ |
| 第1話                                                      | 4月21日  |      | 住田崇 | 4.1%   |
| 第2話                                                      | 4月28日  |      | 住田崇 |        |
| 第3話                                                      | 5月05日  |      | 片山修 |        |
| 第4話                                                      | 5月12日  |      | 片山修 |        |
| 第5話                                                      | 5月19日  |      | 植田尚 |        |
| 第6話                                                      | 5月26日  |      | 住田崇 |        |
| 第7話                                                      | 6月02日  |      | 植田尚 |        |
| 最終話                                                     | 6月09日  |      | 住田崇 |        |
| （收視率由Video Research調查關東地區、家戶的即時統計資料） |          |      |        |        |

## 外部連結
- 漫畫官方網站（日語）
- 電視動畫官方網站（日語）
- 電視動畫官方的X（前Twitter）（日語）
- 電視劇官方網站（日語）
- 電視劇官方的X（前Twitter）（日語）
- 電視劇官方的Instagram帳戶（日語）

| 日本 朝日電視台 週五晚間連續劇                         | 日本 朝日電視台 週五晚間連續劇         | 日本 朝日電視台 週五晚間連續劇 |
| ------------------------------------------------------ | -------------------------------------- | ------------------------------ |
|                                                        | 聽我的電波吧 （2023年4月21日－6月9日） |                                |
| 通往內心的橋 -兒童心理診所- （2023年1月20日－3月10日） | 警部補大魔神 （2023年7月7日－9月1日）  |                                |

| 臺灣 緯來日本台 週一至週五 22:00-23:00 | 臺灣 緯來日本台 週一至週五 22:00-23:00    | 臺灣 緯來日本台 週一至週五 22:00-23:00 |
| -------------------------------------- | ----------------------------------------- | -------------------------------------- |
|                                        | 聽我的電波吧 （2023年7月31日－8月9日）    |                                        |
| 巧克力醫生 （2023年7月17日－7月28日）  | 我們之間沒有的 （2023年8月10日－8月24日） |                                        |